# 經方
經方，中醫術語，有兩種意義，一是指以《湯液經法》为代表的醫家在治療過程中發現確有療效的「經驗之方」，一是指在張仲景著作《傷寒論》、《金匱要略》中使用過的「醫經之方」。验方用于指「經驗之方」，但与《湯液經法》不全属同一理论系统。
在明清之前，經方一詞主要是指「經驗之方」，在漢朝時曾經存在的經方派，所指的也是前者。在清朝初葉，出現另一支，尊古的經方派，他們稱張仲景著作使用過的方劑是「經方」，而後世醫家及溫病學派設計的方劑則是「時方」，他們推崇使用經方而輕視乃至貶斥時方。因爲他們的影響，近代中醫界所說的經方，其意義則轉而成為後者，張仲景醫經之方。

## 發展歷史
在中國歷史上，在先秦兩漢時期，《漢書·藝文志·方技略》中所記載了四個主要的醫學流派，亦即「醫經、經方、神仙、房中」四家。其中，經方十一家的著作，包括《五藏六府痹十二病方》三十卷、《五藏六府疝十六病方》四十卷、《五藏六府癉十二 病方》四十卷、《風寒熱十六病方》二十六卷、《泰始黃帝扁鵲俞跗方》二十三卷、《五藏傷中十一病方》三十一卷、《客疾五藏狂顛病方》十七卷、《金瘡瘲瘛方》三十卷、《婦女嬰兒方》十九卷、《湯液經法》三十二卷、《神農黃帝食禁》七卷，原書今俱已失傳。梁代·陶弘景曾經親眼見過《湯液經法》，從中摘抄部分方劑，寫成《輔行訣臟腑用藥法要》一卷。
經方的另一種說法，也是現今中醫學界最為普遍的說法，是指中國漢朝張仲景所著《傷寒雜病論》（後世分為《傷寒論》及《金匱要略》二書）所記載之方劑。乃是相對於宋、元以後出現的時方而言的。其中《傷寒論》載方113首，《金匱要略》載方262首，除去重複的，共計178方，用藥151味。經方是“醫方之祖”，後世中醫學家稱《傷寒雜病論》為“活人之書”、“方書之祖”，讚譽張仲景為“醫聖”。古今中外的中醫學家常以經方作為母方，依辨證論治的原則而化裁出一系列的方劑。經方的特點可概括為“普、簡、廉、效”。使用这种經方的醫家，通常也被稱為傷寒學派，在中國北方具有主導地位。

## 傷寒學派

### 經方分類
- 桂枝湯類
- 麻黃湯類
- 葛根湯類
- 柴胡湯類
- 瀉心湯類
- 白虎湯類
- 承氣湯類
- 陷胸湯類
- 抵當湯類
- 五苓散類
- 苓桂劑類
- 四逆湯類
- 理中湯類
- 附子湯類

### 相關文獻
- 明·吳綬，《傷寒蘊要全書》
- 清·徐彬，《傷寒原方發明》
- 清·文夢香，《百一三方解》
- 清·魏念庭，《金匱要略方論本義》
- 清·莫文泉，《經方例釋》

## 外部連結
- 中藥方劑圖像數據庫 Chinese Medicine Formulae Images Database （页面存档备份，存于）香港浸會大學中醫藥學院